# Marc Forster – Von Davos nach Hollywood
Marc Forster – Von Davos nach Hollywood ist ein Dokumentarfilm des Schweizer Filmautors Fritz Muri über die Karriere des Filmregisseurs Marc Forster. Der Film wurde 2005 im Schweizer Fernsehen und 3sat ausgestrahlt.

## Handlung
Die Dokumentation schildert den Lebenslauf von Marc Forster. Er ist in den Schweizer Bergen aufgewachsen. Als junger Erwachsener macht er Karriere als Filmregisseur in Hollywood.